# Імаго

Вихід імаго цикади з личинки

Іма́го (від лат. imago — «вид», «образ») — доросла (статевозріла) стадія індивідуального розвитку комах та деяких інших членистоногих. На цій стадії членистоногі розмножуються (інколи ще й розселяються), як правило, не линяють і не ростуть. Для імаго більшості вищих комах, на відміну від попередніх стадій, характерним є повний розвиток крил та статевої системи. У комах з повним перетворенням (лускокрилих, твердокрилих та інших) імаго розвивається з лялечки. У комах з неповним перетворенням (прямокрилих, рівнокрилих та інших) стадія лялечки відсутня. Їхня личинка — німфа після ряду линьок перетворюється безпосередньо на імаго. Імаго одноденок утворюються з субімаго. 
Тривалість цієї стадії коливається від кількох годин (деякі одноденки) до кількох років (самиці мурах живуть до 15 років).
Екологічні ніші та спосіб живлення личинки та імаго досить часто відрізняються. Наприклад, личинка метелика має гризучі ротові органи та живиться зеленим листям, імаго живиться нектаром квітів. Бабка на обох стадіях є хижаком, але її личинка живе під водою, живлячись різними безхребетними, імаго живиться комахами, на яких полює в повітрі.